# Olin L. Dupy
Olin Laverne Dupy (* 29. Oktober 1896 in Taylorville, Vereinigte Staaten; † 26. April 1986 ebenda) war ein US-amerikanischer Filmtechniker (Spezialist für Tontechnik), Erfinder, Entwickler und Oscar-Preisträger.

## Leben und Wirken
Dupy erhielt nach seinem Dienst in der US Navy während des Ersten Weltkriegs eine Ingenieursausbildung, arbeitete für die Western Electric Company und spezialisierte sich im Filmsektor als Elektrotechniker auf die Entwicklung von Hörhilfen und fernsehtechnische Belange. Viele Jahre lang stand er in Diensten der MGM-Studios in Hollywood, wo er die erste Tonaufnahmeeinrichtung im Film entwickelte und einrichtete. 1952 wurde er für den Entwurf, Bau und die Anwendung eines Film-Wiedergabesystems mit einem Oscar ausgezeichnet.
Auch später blieb Dupy als Ingenieur an technischen Erfindungen und Weiterentwicklungen interessiert; so meldete er beispielsweise im Jahre 1959 einen von ihm entwickelten, umkehrbaren Motorschaltkreis (sog. „Reversible step motor switching circuit“) zum Patent an. Olin L. Dupy war Mitglied des Sapphire Club of Recording Engineers sowie der AMPAS und nahm damit auch an der Oscar-Vergabe teil. Dupy war fünfzig Jahre lang mit ein und derselben Frau verheiratet. Nach ihrem Tod 1968 kehrte er aus Hollywood in seine Geburtsstadt zurück, wo er auch, knapp 90-jährig, verstarb.